# Man On The Corner
"Man on the Corner" es una canción de la banda británica  Genesis, publicado el 5 de marzo de 1982. La canción fue escrita por Phil Collins.

## Letras
La letra describe a un hombre que pasa sus días en una esquina de la calle, gritando a los transeúntes. Fue la primera canción de Collins como compositor acerca de las personas sin hogar y la renuencia de la sociedad para ayudarlas o buscar una solución. La canción tiene un tono musical oscuro. Al final de la década de 1980, Collins volvió a examinar el tema de la falta de vivienda en "Another Day in Paradise".

## Vídeo Musical
El video musical usado para promover la canción cuenta con Collins, Banks y Rutherford, junto con Daryl Stuermer y Chester Thompson tocando juntos en el escenario, usando diferentes colores para iluminar a la banda. Fue filmado durante un concierto en el Savoy Theatre en Nueva York.

## Personal
- Phil Collins - Voz principal y coros, batería, percusión
- Tony Banks - Teclados
- Mike Rutherford - Guitarra eléctrica, bajo

- Datos: Q3646380